# Saitamas femte valkrets
Saitamas femte valkrets är en valkrets för Japans underhus i Saitama prefektur. Den är en enmansvalkrets. Kandidater som inte direktväljs kan få utjämningsmandat genom Norra Kantōs proportionella valblock. 
Valkretsen bildades i samband med införandet av enmansvalkretsar inför valet 1996 och omfattade då städerna Ōmiya och Yono som år 2001 uppgick i den nya staden Saitama. Den har därefter omfattat delar av staden Saitama. Efter en revidering 2017 omfattade den stadsdelarna Nishi-ku, Kita-ku, Ōmiya-ku, Chūō-ku och en del av Minuma-ku.
Yukio Edano har ställt upp i valkretsen sedan den bildades och har varit dess representant sedan år 2000.

## Valda ledamöter
Valet till Japans representanthus 1996, 20 oktober 1996.Redigera Wikidata
- Nobuhiko Fukunaga, Liberaldemokratiska partiet

Valet till Japans representanthus 2000, 25 juni 2000.Redigera Wikidata
- Yukio Edano, Demokratiska partiet

Valet till Japans representanthus 2003, 9 november 2003.Redigera Wikidata
- Yukio Edano, Demokratiska partiet

Valet till Japans representanthus 2005, 11 september 2005.Redigera Wikidata
- Yukio Edano, Demokratiska partiet

Valet till Japans representanthus 2009, 30 augusti 2009.Redigera Wikidata
- Yukio Edano, Demokratiska partiet

Valet till Japans representanthus 2012, 16 december 2012.Redigera Wikidata
- Yukio Edano, Demokratiska partiet

Valet till Japans representanthus 2014, 14 december 2014.Redigera Wikidata
- Yukio Edano, Demokratiska partiet

Valet till Japans representanthus 2017, 22 oktober 2017.Redigera Wikidata
- Yukio Edano, Konstitutionellt demokratiska partiet

Valet till Japans representanthus 2021, 31 oktober 2021.Redigera Wikidata
- Yukio Edano, Konstitutionell-demokratiska partiet